# Georg Gänswein
Georg Gänswein (né le 30 juillet 1956, à Riedern am Wald dans le Bade-Wurtemberg en Allemagne) est un archevêque allemand de l’Église catholique, préfet de la maison pontificale, de 2012 à 2023, et secrétaire personnel du pape Benoît XVI jusqu’à la mort de ce dernier le 31 décembre 2022. Depuis le 24 juin 2024, il est nonce apostolique en Lituanie (en), Estonie (en) et Lettonie (en).

## Biographie

### Études
Surnommé par les Italiens « Padre Georg » ou « Bel Giorgio », Gänswein est né dans une petite ville de la Forêt-Noire à environ 7 km de la frontière suisse et notamment du canton de Schaffhouse. Il est l'aîné d'une fratrie de cinq enfants (il a deux frères, Reinhard et Helmut, et deux sœurs, Ursula et Johanna). Avant de se tourner vers le séminaire, il souhaite devenir agent de change et travaille comme facteur pour gagner un peu d'argent. Sportif, il joue au football et au tennis, il est aussi moniteur de ski dans un club local et joue de la clarinette. Il est ordonné prêtre le 31 mai 1984. Avant son ordination, Gänswein s'est consacré à des études universitaires puis a reçu son doctorat en droit canon à l'université Louis-et-Maximilien de Munich en 1993.
Il est également quelques années vicaire de paroisse en Allemagne.

### Vatican
Il arrive à Rome en 1995 en tant qu’officiel de la Congrégation pour le culte divin et la discipline des sacrements. En 1996, le cardinal Joseph Ratzinger l’invite à rejoindre la Congrégation pour la doctrine de la foi en tant que traducteur germanophone. Il est également chargé de l'examen des doctrines et gagne une réputation de prêtre « impeccable » et « sévère » sur ce dossier.
Il est nommé auprès du cardinal Ratzinger et devient professeur de droit canon à l’université pontificale de la Sainte-Croix.
Gänswein remplace Joseph Clemens en tant que secrétaire de Ratzinger en 2003, après la nomination de Clemens au Conseil pontifical pour les laïcs.

#### Secrétaire de Benoît XVI
En 2005, le cardinal Ratzinger est élu pape, sous le nom de Benoît XVI. Le 19 avril 2005, il élève Georg Gänswein à la dignité de prélat de sa sainteté et lui confie la charge de secrétaire particulier (secrétaire particulier du pape).
Dans une interview donnée à Radio Vatican le 8 août 2006, il décrit la journée du pape : « La journée du pape commence à 7 h du matin avec la messe, avant la prière du bréviaire et un moment de contemplation, en silence, devant le Seigneur. Puis, nous prenons notre petit-déjeuner ensemble, et je commence le travail de la journée en préparant le courrier, en consultant les lettres qui arrivent chaque jour en grand nombre. » Il accompagne le pape pour ses audiences du matin et ensuite il présente au pape les documents qui exigent sa signature, son étude ou son approbation.
En 2007, Georg Gänswein a connu une notoriété importante dans la mesure où il aurait influencé la créatrice de mode Donatella Versace, qui affirme dans une entrevue: « Sévère et sensuel. Les deux ne sont pas forcément incompatibles. Regardez ma dernière ligne pour hommes. Eh bien, elle m'a été inspirée en observant le Père Georg Gänswein, secrétaire du pape. Malgré son austérité, il représente un sex-symbol pour une grande partie des femmes italiennes : son port, son élégance naturelle, ses yeux bleus à la Harrison Ford… Plusieurs des costumes que j'ai dessinés évoquent ce look clergyman. »
Le 27 juillet 2007, Georg Gänswein aurait affirmé au magazine hebdomadaire allemand Süddeutsche Zeitung qu'« on ne peut pas nier les tentatives pour islamiser l'Ouest », et qu'« on ne devrait pas ignorer le danger que cela représente pour l’identité de l’Europe ».
En 2012, il participe à confondre Paolo Gabriele, aide de chambre du pape, responsable de l'affaire des fuites au Vatican.
Georg Gänswein est également parfois présenté comme l'un des principaux inspirateurs du rapprochement entre le pape Benoît XVI et la Fraternité Saint-Pie-X.[réf. nécessaire]

#### Archevêque

Armes de Gänswein avec celles de Benoît XVI

Le 7 décembre 2012, Benoît XVI le nomme archevêque titulaire d'Urbs Salvia (de) et préfet de la Maison pontificale en remplacement de James Michael Harvey nommé archiprêtre de la basilique Saint-Paul-hors-les-Murs et créé cardinal quelques jours plus tôt. Il reçoit la consécration épiscopale en la basilique vaticane par le pape lui-même le 6 janvier 2013, en la solennité de l'épiphanie en même temps que trois autres prélats.
Le 14 février, Federico Lombardi, porte-parole du Vatican, a fait savoir que Georg Gänswein accompagnerait le pape Benoît XVI, pape émérite, à Castel Gandolfo, le 28 février 2013 en fin d'après-midi, date où prendra effet sa renonciation. L'actuel secrétaire personnel de Benoît XVI restera ensuite avec lui, après la fin de son pontificat ; il vivra donc avec le pape dans le monastère du Vatican et restera préfet de la Maison pontificale.
Le 31 août 2013, il est confirmé en même temps que les autres supérieurs de la secrétairerie d'État dans ses fonctions de préfet de la Maison pontificale par le pape François, le secrétaire d'État étant remplacé par Pietro Parolin.

Armes de Gänswein avec celles de François

Un an après la renonciation de Benoît XVI, Gänswein explique avoir été mis au courant de la renonciation de Benoît XVI avant son annonce en consistoire. Il regarde celle-ci comme « un acte révolutionnaire », et affirme avoir senti une grande douleur à cette annonce. Il est depuis resté proche du pape émérite, concélébrant avec lui chaque jour la messe à 6 heures du matin au monastère Mater Ecclesiae.
Moins d’un mois après la polémique sur la participation de Benoît XVI à un livre du cardinal Robert Sarah, le Saint-Siège a confirmé, mercredi 5 février 2020, la limitation des responsabilités de Georg Gänswein, à la fois préfet de la Maison pontificale et secrétaire particulier de Benoît XVI.
Du 18 juin au 22 juin 2020, il accompagne Benoît XVI à Ratisbonne qui rend une dernière visite à son frère aîné gravement malade. Après le décès de celui-ci le 1er juillet 2020, il représente le pape émérite aux obsèques dans la cathédrale Saint-Pierre de Ratisbonne, où il lit une lettre de Benoît XVI rendant hommage à son frère disparu.
Au début de janvier 2023, quelques jours après la mort de Benoît XVI, le 31 décembre 2022 , Gänswein publie un ouvrage, Rien que la vérité – Ma vie aux côtés de Benoît XVI, où il raconte son expérience aux côtés de Benoît XVI. Il y décrit également ses tensions avec le pape François, particulièrement quand celui-ci réduira ses charges de préfet de la Maison pontificale.
Le 15 juin 2023, le Vatican indique que Gänswein n'est plus préfet de la Maison pontificale depuis le 28 février 2023, et qu'il va retourner, pour le moment, dans son diocèse d'origine de Fribourg à compter du 1er juillet 2023,,. Selon Peter Seewald, biographe de Benoit XVI, la « brutalité et l'humiliation publique » qu'a reçues Gänswein sont « sans précédent ».
Le 24 juin 2024, il est nommé par le pape François nonce apostolique en Lituanie (en), Estonie (en) et Lettonie (en).

## Décorations
- Officier de l'ordre du Mérite de la République fédérale d'Allemagne (21 juin 2007[19])
- Grand officier de l'ordre du Christ (11 mai 2010)
- Chevalier grand-croix de l'ordre du Mérite de la République italienne (18 avril 2015, officier du 13 juin 2005)[20]
- Commandeur de l'ordre de l'Étoile de Roumanie (décret du 30 avril 2015 du président Klaus Iohannis[21])